# Micropterus dolomieu
Achigan à petite bouche, black-bass à petite bouche
Pour les articles homonymes, voir Lepomis gibbosus.
Espèce
Statut de conservation UICN

 LC  : Préoccupation mineure
L'achigan à petite bouche (Micropterus dolomieu) est une espèce de poissons d'eau douce de la famille des Centrarchidés, à laquelle on donne en français des noms variés. On rencontre ce poisson dans les plans d'eau du Centre-Est de l’Amérique du Nord.

## Dénominations
D'origine nord-américaine, son nom commun est Achigan à petite bouche. Le mot « achigan » dérive de la langue algonquine : « at-chi-gane » qui se traduit par : « celui qui se bat », en référence à son comportement extrêmement combatif, tant recherché par les pêcheurs sportifs.  Il est aussi connu sous les noms de Perche noire, Perche d'Amérique à petite bouche ou encore Black-bass à petite bouche,.
Le nom latin a été donné en 1802 par Bernard-Germain de Lacépède, en l'honneur de son ami Déodat Gratet de Dolomieu, géologue, minéralogiste et volcanologue, mort l'année précédente.
Il ne faut pas confondre cette espèce avec son cousin, Achigan à grande bouche (Micropterus salmoides), qui est généralement de plus grande taille, ni avec le Crapet soleil Lepomis gibbosus, espèce parfois nommée improprement achigan à petite bouche en France.

## Biologie de l'espèce

### Caractéristiques physiques
L'achigan à petite bouche possède,,, :
- Deux nageoires dorsales unies, celles de son cousin sont presque entièrement séparées ;
- Épines dorsales de longueur généralement uniforme, celle de l'achigan à grande bouche sont arrondies ;
- Nageoire dorsale épineuse molle, jointes, plus ou moins marquées
- Nageoires pectorales transparentes
- Maxillaire ne dépassant pas le bord postérieur de l'œil, contrairement à celle de son cousin qui le dépasse ;
- Corps comprimé latéralement avec bandes verticales sombres
- Chez les juvéniles, la nageoire caudale est orangée, noire et blanche, alors que celle des achigans à grande bouche juvéniles sont exclusivement vertes.
- Somme toute, la coloration du poisson varie en fonction de son environnement[6].

En général, sa longueur varie entre 30 et 40 cm (maximum 70 cm) pour un poids de 0,45 à 0,90 kg.

Sa longévité est d'approximativement 15 ans,.

### Alimentation
Il se nourrit d'insectes, d'autres poissons et d'écrevisses.
De juvénile à adulte, il s'alimentera de, :
- Plancton
- Insectes aquatiques

À maturité, ce poisson est essentiellement carnivore
- Écrevisses
- Poissons (perchaudes, crapets et cyprins)
- Amphibiens (grenouilles et salamandres)

### Habitat
Afin de s'abriter, ce poisson apprécie la présence de plantes aquatiques. De plus, ce centrarchidé préfère les zones rocailleuses et peu profondes et il convoite les eaux claires et fraîches (entre 15 et 26 °C),.

#### Altérations de l'habitat
L'achigan est une espèce particulièrement fragile aux perturbations de son habitat. Par exemple, la construction de barrages hydroélectriques ou l'installation de ponceaux peuvent enrayer l'accès à certaines aires de frai anciennement accessibles. D'autre part, l'utilisation du sol au sein d'un bassin versant peut influencer la qualité de l'eau et, par conséquent, compromettre la qualité d'habitat. De plus, la température de l'eau affecte les migrations journalières dans la colonne d'eau ainsi que le métabolisme basal de ces poissons.
Au Québec et en Ontario, certains efforts de restauration d'habitat sont déployés, tels que la création de zones d’alimentation, de fraie, de repos et de pêche.

### Reproduction
Selon Scott et Crossman (1974), les mâles seraient sexuellement matures entre 3 et 5 ans alors que les femelles le seraient entre 4 et 6 ans. Outre le sexe, l'âge à maturité est dépendant de la latitude. L'achigan à petite bouche atteint sa maturité sexuelle à trois ans en milieu tempéré alors qu'il l'atteint à six ans en milieu boréal. Les populations situées plus au nord ont une croissance plus rapide, mais se reproduisent plus tard. À l'opposé, les populations situées au sud du 36° N ont tendance à maximiser la reproduction à un plus jeune âge au détriment de la taille du spécimen. Ces différentes stratégies d’investissement pour ces populations ont une importance considérable en ce qui a trait aux coûts énergétiques associés à des soins parentaux. Il est aussi prouvé que l’augmentation de la taille de l’individu lui permet d’accumuler exponentiellement plus d’énergie.
La fraie se déroule au printemps (mi-mai à mi-juillet, soit lorsque la température de l'eau se situe entre 15 et 20 °C) dans une zone rocailleuse où le mâle crée un nid circulaire dans le lit graveleux et, afin d'attirer la femelle, il procède à une parade nuptiale. Le mâle peut convaincre jusqu'à trois femelles pour y pondre leurs œufs. Lorsque la ponte est effectuée, le mâle demeure à proximité du nid afin d'en assurer la protection, et ce, jusqu'à ce que les alevins soient suffisamment autonomes pour les déplacements et l'alimentation.  L'éclosion a lieu entre trois et dix jours après, à une température de 13-24 °C. Les soins parentaux peuvent excéder une période de quatre semaines. Un ensablement excessif du nid pourrait en causer l'abandon.
La période hivernale précédant la fraie peut avoir une influence sur l’état de santé des individus et donc sur le taux de reproduction. Puisque les achigans à petite bouche cessent de se nourrir lorsque la température est inférieure à 10 °C, les individus se trouvant au nord, à des températures hivernales moyennes de 4 °C, auront un coût métabolique inférieur à celui des espèces plus au sud vivant à des températures hivernales variant entre 6 °C et 10 °C.

## Répartition géographique
L'achigan à petite bouche est indigène aux plans d'eau du centre-est de l’Amérique du Nord. Son aire de répartition s'étend du sud-est des États-Unis au sud-est du Canada.
Une carte représentant la distribution de cette espèce ainsi que son statut de conservation est disponible via NatureServe Explorer .
Comme son cousin à grande bouche, l'achigan à petite bouche a été introduit en Europe aux XIXe – XXe siècles, mais il y est aujourd'hui nettement plus rare.

## Statut de conservation de l’espèce
L'achigan à petite bouche n'est pas une espèce vulnérable dans l'est du Canada (figure ci-dessous). Aux États-Unis, seul l'État du Kansas possède une population dont l'état est dit vulnérable .

## Mise en valeur
L'achigan à petite bouche est d'une importance économique substantielle, tant sur le plan commercial, récréatif et sportif.

### Historique
Auparavant, il y avait une pêche commerciale à la ligne et à l’hameçon ainsi qu’au filet. Cette pêche fut abolie en 1936 au Québec. Depuis 1884, il existe des piscicultures d'achigans à petite bouche. À ce jour, l'achigan est commercialisé à l’état frais et congelé.

### Pêche sportive
Dans l'est du Canada et des États-Unis, l'achigan à petite bouche est parmi les espèces les plus recherchées par les pêcheurs. Bien qu'il puisse être pris aux appâts naturels (poissons, morceaux de couenne de porc, vers... tout ce qui a la taille de sa gueule et qui bouge peut faire partie de son prochain repas), les pêcheurs préfèrent les capturer au lancer léger avec des appâts artificiels. L'attaque et les sauts de l'achigan à petite bouche sont impressionnants.
Bien que sa chair soit d’excellente qualité, l’achigan à petite bouche est un poisson sportif recherché surtout pour son ardeur au combat ; ses bonds hors de l’eau lorsqu’il est ferré procurent une expérience de pêche inoubliable.
En Amérique du Nord, la pêche à l'achigan à petite et grande bouche est si populaire que des centaines de tournois de pêche sont organisés à travers le sous-continent.
Afin de promouvoir la mise en valeur de la pêche à l'achigan, plusieurs efforts ont été réalisés afin d'initier les gens à la pêche, stimuler la relève et diversifier les produits (c'est-à-dire la pêche blanche et la pêche à la mouche).

#### Règlementation
Au Canada, l’achigan à petite bouche est une espèce protégée en vertu de la Loi sur les pêches par le gouvernement fédéral.
Au Québec, les Règlements généraux de la pêche au Québec s'appliquent à la pêche à l'achigan à petite bouche (permis, méthodes, engins et autres).
- La limite de prise journalière est de 6 achigans (petite et grande bouche) ;
- Les poissons remis à l'eau ne font pas partie de la limite de prise ;
- La période de pêche s'étire (pour la saison estivale 2010) du 19 juin au 30 novembre dans la majorité des zones ;
- À certains endroits, notamment dans le fleuve Saint-Laurent ainsi que dans la rivière des Outaouais, la pêche sur la glace est permise.

La limite de prise ainsi que la période de pêche varie d'une zone à l'autre, il est donc très important de consulter le site internet du Ministère des Ressources Naturelles et de la Faune du Québec .

#### Consommation
Selon le Ministère du Développement Durable, de l'Environnement et des Parcs du Québec, il existe une recommandation en ce qui a trait à la consommation des poissons d'eau douce, tel que l'achigan à petite bouche. La recommandation de consommation dû au méthylmercure est de 2 repas/mois, soit l'équivalent de 460 grammes (16 onces) de poisson frais/mois .

#### Les records
Le record américain du plus grand achigan à petite bouche capturé à la pêche par D.L. HAYES en 1955 au réservoir Dale Hollow dans l’État du Tennessee. Cette prise était de 11 lb et 15 oz. Cependant, dans la majorité des états, les records oscillent entre 9 lb et 8 oz et 6 lb. Le record canadien fut pêché en Ontario. Ce dernier avait un poids de 9,84 lb (4,46 kg).

#### Les leurres à utiliser

##### Les appâts de plastique mou
Les appâts de plastique mou sont très populaires auprès des pêcheurs d’achigans. Il existe une multitude de formes et de couleurs. Ces leurres permettent d’imiter pratiquement toute la gamme d’alimentation des achigans. On en retrouve de la taille de 7,5 cm jusqu’à 25 cm.
Le montage texan s'avère très utile pour la pêche à l'achigan puisqu'elle permet d'explorer les endroits encombrés de végétations puisque l'hameçon n'accroche pas. De plus, ces leurres peuvent être munis de substances odoriférantes et leur texture pousse les poissons à les garder plus longtemps en bouche .

##### Les poissons nageurs
Les poissons nageurs permettent aux pêcheurs d’achigans de couvrir de grandes distances. Les poissons nageurs de 5 à 8 cm en longueur bordant des tons de brun ou orangé rappelant la coloration des écrevisses sont particulièrement efficaces. Les poissons nageurs plus allongés provoquant des ondulations serrées étant plus efficaces dans les eaux froides,.

##### Lesspinnerbaits
Les spinnerbaits sont très efficaces pour les achigans à grande bouche mais aussi pour les achigans à petite bouche. Les spinnerbaits peuvent être utilisés en surface ou encore utilisés en profondeur. Cependant, la vitesse de récupération doit être suffisante pour faire tourner les cuillères. Les cuillères peuvent être de nombre et de formes variables, ce qui permet d’émettre des vibrations différentes.

##### Les dandinettes
Les dandinettes (jigs) sont très utilisées par les pêcheurs d’achigans à petite bouche. Ils permettent d’imiter un écrevisse ou un mené lorsque utilisé près du lit du plan d'eau. Ils peuvent être utilisés de maintes façons : avec des poils de chevreuils, des plumes, une jupe en caoutchouc, un ver de plastique souple, des couennes de porc ou encore des appâts vivants (mené, sangsue ou lombric). Les dandinettes permettent d’explorer avec précision des structures qui se trouvent en profondeur. Il faut aussi savoir que les achigans à petite bouche vont mordre le leurre lorsqu’il retombera vers le fond et non lorsqu’il est en remontée. Les dandinettes à tête de mené et queue de cuillère sont un type de leurre qui permet d’allier les points forts des dandinettes, des appâts en forme de poissons ainsi qu’une cuillère,.

##### Les appâts de surface
Les appâts de surface sont très populaires. Ils sont utiles lorsque l’eau est limpide et que les achigans peuvent voir l’appât. En plus de procurer de nombreuses attaques, ces leurres permettent au pêcheur d’avoir un excellent combat en surface puisque l’achigan à petite bouche effectue souvent des sauts hors de l’eau. Les différentes techniques de récupérations dépendent du pêcheur ainsi que du degré d’agressivité des poissons.

##### Les cuillères
Il existe de nombreuses cuillères efficaces pour capturer des achigans à petite bouche. Parmi celles-ci, on retrouve les cuillères tournantes, les cuillères à dandiner ainsi que les cuillères anti-herbes. Chacune à ses particularités et doit être utilisée selon les conditions du milieu. Afin d’augmenter le pouvoir attractif de ces appâts, des appâts vivants ou en plastique souple peuvent être ajoutés,.

##### Les mouches
Le régime alimentaire de l'achigan, tel que mentionné ci-haut, contient des larves d'insectes aquatiques. C’est pour cette raison que la pêche à la mouche est très performante pour la pêche à l’achigan à petite bouche. Les mouches les plus profitables sont celles qui ressemblent davantage à la nourriture habituelle des achigans
Voici une liste de mouches très efficaces pour la pêche à l'achigan à petite bouche, :
- Nymphes : Franke Hellgrammite taille 4, Dragonfly taille 4 à 6.
- Les imitateurs de menés (streamers) : Clouser Minnow taille 6, Clouser Deep Minnow Taille 6, Mudler Minow, Mickey finn.
- Les autres : Stonefly Bugger taille 6, Gaines’ Sneaky Pete taille 4, Écrevisses taille 8, Popper taille 4 à 6, Zonkers taille 4 à 6, Foam Slider taille 6, Chabot taille 8, Woolly Grubber Taille 6, Wolly bugger, Bead Head Woolly Bugger taille 4 à 6. Sculpin taille 8, Grenouille en poil de chevreuil.